# 誠實商店
誠實商店是中華民國一種特殊的小型商店，店內沒有店員，顧客取貨後，自行於投錢箱給錢找錢，考驗著人性與商家顧客互信買賣交易。多數業主因不敷成本而歇店，少數不以營利為目的之商家反倒遠近馳名，這類商家評價良好，但利潤不多有虧損風險，是個叫好不叫座之商家。而這類商店在中華民國、中國大陸（無人售貨商店）、日本（無人商店）、菲律賓（誠信商店）都有開設，雖名稱不同，但都有異曲同工之妙。

## 特性
誠實商店與傳統的商店差異很大。首先，顧客於誠實商店取貨後，自行投錢找錢，使購物過程更便利，也因無店員之緣故，其規模也相對變小。另外，誠實商店主張信賴顧客原則，因此不設監視系統。誠實商店亦無店員站崗，也不擾客做商品介紹，而為方便讓顧客了解價錢與投錢找錢，貨物多用標價，少用條碼識別，所以，誠實商店不設收銀機。
誠實商店並不會售賣高檔價商品，其售賣的貨品包括零嘴小吃、飲料、冰品、童玩、飾件、書籍、二手物、環保藝品等平價商品。誠實商店的其中一個特處就是免費茶水供應與提供書報閱讀休憩。

## 型態
誠實商店的型態主要分為三種：回饋性、公益性和觀光景點性。回饋性誠實商店是以機動性攤車設置，多在公園等戶外休閒場所販賣冰品、飲料、零嘴，盈餘較少，甚而虧損，但業主多不太計較。而公益性誠實商店多由學校兼設，老師與學生捐物贊助，盈餘較多，所得用於協助清寒學生。另觀光景點性誠實商店，則是主售懷舊、人文、環保、藝飾物品，加以景點吸引人潮，盈餘穩定，兼能推展觀光。
這類商店在中國大陸、日本、菲律賓也有開設。如中國大陸在九八抗洪時，江西九江永修縣有一商戶開設了無人售貨商店，供抗洪官民購物用。在日本群馬縣伊香保神社有專賣護身符的無人商店。而菲律賓也有開在Navotas市的兩家誠信商店，和設在丹巴群島的誠信咖啡店，這些商店雖名稱不同，但都有異曲同工之妙。

## 優缺點
誠實商店的優點推廣誠實美德，去討價與節帳時間。而其缺點則為商品一定遭竊，顧客如結帳不實，收支不易平衡。

## 評價
誠實商店評價良好，但利潤不多有虧損風險，是個叫好不叫座之商家，即贊同此商業行為人多，想要附合開店之人少。中興大學教授李宗儒認為誠實商店的商品應多融入地方產品特色，或是從歷史上相關誠實的名人或故事開發周邊產品，比較容易吸引客群，如再輔以藝文、環保、公益之推廣來淨化人心，成效更佳。

## 展店
台灣統一超商董事長羅智先表示，剛取得浙江省711的經營權。人工智能進步太快，門市訂貨系統都是AI應用。當到極限時，會回到人性部分。並會進行試營運，初期均為直營店。